# 考兰·博伊德-芒斯
考兰·博伊德-芒斯（英語：Caolan Boyd-Munce，2000年1月26日—）是一名北愛爾蘭足球運動員，司職中場，現時效力蘇格蘭足球超級聯賽球會圣米伦。

## 球會生涯
博伊德-芒斯在2016年4月30日首次在北愛爾蘭超級足球聯賽對十字軍比賽中首次上場，78分鐘換入。
2016年7月，他進入英格蘭的伯明翰青訓學院，獲得兩年獎學金，期間他在U18和U23聯賽上場，並打進2017/18年青年足總盃半決賽，最後以7-0不敵切尔西。兩年獎學金學期結束後，他沒有獲得一份職業合約，但得到第三年獎學金合約。
2018年8月，他被外借至英格蘭足球南部聯賽球會雷迪奇聯以獲得比賽經驗。18/19球季，他成為球會U23發展隊的主力球員，全季共上場21次，助球隊以第二名完成聯賽。2019年6月，他簽下為期兩年的職業合約。
2019年8月6日，博伊德-芒斯在英格蘭聯賽盃中首次代表球會上場，他在81入鐘換入，球隊以3-0不敵朴茨茅斯出局。

## 國家隊生涯
博伊德-芒斯曾代表北愛爾蘭U1至U21各梯隊青年軍。